# (467181) 2016 EV112
(467181) 2016 EV112 es un asteroide perteneciente al cinturón de asteroides, descubierto el 9 de febrero de 2005 por el equipo Spacewatch desde el Observatorio Nacional de Kitt Peak (Arizona, Estados Unidos).